# Arif Erdem
Arif Erdem (Istanboel, 2 januari 1972) is een Turks oud-voetballer die vooral furore maakte bij Galatasaray. Hij speelde als centrumspits. 
Na de staatsgreeppoging in Turkije in 2016 vluchtte Erdem uit Turkije. Hij is een prominent lid van de Gulen-beweging, die in Turkije verantwoordelijk wordt gehouden voor de staatsgreeppoging.

## Clubcarrière
Erdem begon zijn carrière bij Zeytinburnuspor waar hij dan ontdekt werd door Galatasaray. Bij deze club speelde hij 347 competitiewedstrijden en scoorde 105 keer. Met Galatasaray won hij de UEFA Cup en UEFA Super Cup. Twee jaar later behaalde hij met het Turks voetbalelftal een derde plaats op het Wereldkampioenschap voetbal 2002. Na negen jaar voetbal bij Galatasaray besloot hij om naar Real Sociedad in Spanje te trekken. Hij bleef hier een half jaar en trok terug naar zijn oude nest. In 2005 is hij gestopt met voetbal. Sinds augustus 2006 is hij assistent-coach bij Istanbul Büyükşehir Belediyespor.

## Interlandcarrière
- 60 caps: hij kwam 11 keer tot scoren met het Turks voetbalelftal
- Derde op het WK 2002

## Erelijst
| Competitie     |             |                                                               |
| Competitie     | Aantal      | Jaren                                                         |
| Galatasaray    | Galatasaray | Galatasaray                                                   |
| -------------- | ----------- | ------------------------------------------------------------- |
| Nationaal      |             |                                                               |
| Süper Lig      | 7x          | 1992/93, 1993/94, 1996/97, 1997/98, 1998/99, 1999/00, 2001/02 |
| Türkiye Kupası | 5x          | 1992/93, 1995/96,1998/99, 1999/00, 2004/05                    |
| Süper Kupa     | 3x          | 1993, 1996, 1997                                              |
| Internationaal |             |                                                               |
| UEFA Cup       | 1x          | 1999/00                                                       |

| Toernooi | Winnaar | Winnaar | Runner-up | Runner-up | Derde   | Derde   |
| Toernooi | Aantal  | Jaren   | Aantal    | Jaren     | Aantal  | Jaren   |
| Turkije  | Turkije | Turkije | Turkije   | Turkije   | Turkije | Turkije |
| -------- | ------- | ------- | --------- | --------- | ------- | ------- |
| WK       |         |         |           |           | 1x      | 2002    |

### Individueel
- Topscorer van de Süper Lig samen met İlhan Mansız (2001-2002) met 21 goals

1 Erkan ·
2 R. Çetin ·
3 Özalan ·
4 İnceefe ·
5 Kerimoğlu ·
6 Sağlam ·
7 Mandıralı ·
8 Temizkanoğlu ·
9 Şükür ·
10 O. Çetin  ·
11 Çıkırıkçı ·
12 Yiğit ·
13 Zafer ·
14 Sancaklı ·
15 Korkut ·
16 Yalçın ·
17 Ercan ·
18 Erdem ·
19 Kafkas ·
20 Korkmaz ·
21 Göymen ·
22 Reçber ·
Coach: Terim
1 Reçber ·
2 Havutçu ·
3 Temizkanoğlu  ·
4 Akyel ·
5 Özalan ·
6 Erdem ·
7 Buruk ·
8 Kerimoğlu ·
9 Şükür ·
10 Yalçın ·
11 Korkut ·
12 Çatkıç ·
13 Özköylü ·
14 Kaya ·
15 Izzet ·
16 Penbe ·
17 Derelioğlu ·
18 Akman ·
19 Ercan ·
20 Ünsal ·
21 Tuncay ·
22 Davala ·
Coach: Denizli
1 Reçber ·
2 Emre Aşık ·
3 Korkmaz ·
4 Akyel ·
5 Özalan ·
6 Erdem ·
7 Buruk ·
8 Kerimoğlu ·
9 Şükür  ·
10 Baştürk ·
11 Şaş ·
12 Çatkıç ·
13 Izzet ·
14 Havutçu ·
15 Nihat ·
16 Ümit Özat ·
17 Mansız ·
18 Penbe ·
19 Ercan ·
20 Ünsal ·
21 Emre Belözoğlu ·
22 Ümit Davala ·
23 Özgültekin ·
Coach: Güneş